# Хэй, Мэри, 14-я графиня Эррол
Мэри Хэй, 14-я графиня Эррол (англ. Mary Hay, 14th Countess of Erroll; умерла 19 августа 1758 года) — шотландская дворянка и якобитка. Как 18-й наследственный лорд-верховный констебль и рыцарь-маришаль Шотландии, она была старшим и первым офицером среди королевских офицеров Шотландии и главой королевского двора в Шотландии. Она унаследовала эти титулы в 1717 году после смерти своего неженатого брата Чарльза Хэя, 13-го графа Эррола.

## Ранняя жизнь
Она была старшей дочерью Джона Хэя, 12-го графа Эрролла (? — 1704), внука сэра Эндрю Хэя и внука Джорджа Хэя, младшего сына Эндрю Хэя, 8-го графа Эррола (? — 1585). Её матерью была леди Энн Драммонд, сестра герцогов-якобитов Перта и Мелфорта. Её старшим братом был Чарльз Хэй, 13-й граф Эррол (ок. 1680—1717), а младшей сестрой была леди Маргарет Хэй, которая вышла замуж за Джеймса Ливингстона, 5-го графа Линлитгоу (? — 1723).
Как и ее братья, графиня Энн была активной якобиткой и тайным агентом изгнанного двора Старого претендента, «Якова III и VIII», в Сен-Жермен-ан-Ле.

## Карьера

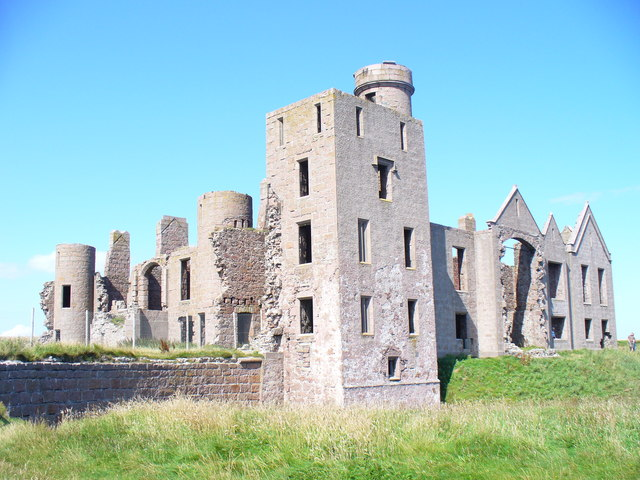
Руины замка Сэйнс, родовой резиденции графов Эррол

Её старший брат Чарльз Хэй был заключен в тюрьму в Эдинбургский замок, по подозрению в измене Родине, жил в изгнании на континенте с 1712 по 1715 год. Как старшая сестра и первая из наследников, она унаследовала достоинства, которыми пользуются ее брат в номинации от 16 февраля 1674 года, и стал наследницей своего брата 6 февраля 1718 года. Ей было разрешено претендовать на должность верховного констебля на коронации короля Великобритании Георга II, хотя ее представлял заместитель.
В 1745 году она собрала армию людей в Бьюкене для принца Чарльза Эдварда Стюарта. Замок Слэйнс был назначен главным центром высадки секретных агентов якобитов, и с морским офицером, патрулирующим побережье Бьюкена, была установлена договоренность о том, чтобы он сообщил, когда корабль принца будет проходить мимо Слэйнса. Как только они высадились в Слэйнсе, они поспешили вглубь страны, в другую её крепость, замок Делгати, с его тайниками и потайным ходом.
Она использовала шута Джейми Флимана в качестве посыльного, чтобы связаться с якобитскими повстанцами, когда они скрывались, поскольку он мог беспрепятственно бродить по сельской местности.
В 1747 году Согласно Акту о наследуемых юрисдикциях (Шотландия) 1746 года, который отменил наследуемые юрисдикции, Мэри Хэй получила 1200 фунтов стерлингов за королевскую власть в Слэйнсе.

## Личная жизнь
До августа 1722 года Мэри Хэй вышла замуж за Александра Фальконера из Делгати (1682 — июль 1745), адвоката и сына сэра Дэвида Фальконера (1681—1751), лорда-председателя Сессионного суда. Его старший брат Александр Фальконер (? — 1762) сменил своего дальнего кузена на посту 5-го лорда Фальконера из Халкертона. Позже её муж взял фамилию Хэй.
Её муж умер раньше нее в июле 1745 года, она умерла 19 августа 1758 года в замке Слэйнс, графство Абердиншир. Так как она была бездетна, родовые титулы и владения унаследовал её внучатый племянник, Джеймс, лорд Бойд (1726—1778), внук её сестры, Леди Маргарет Сена и сын Уильяма Бойда, 4-го графа Килмарнока (1705—1746), который был казнен на Тауэр-Хилл и лишен прав в 1746 году за участие в восстание якобитов 1745 года.